# Уорнер, Дэвид
Дэвид Хэттерсли Уорнер (англ. David Hattersley Warner; 29 июля 1941, Манчестер, Великобритания — 24 июля 2022, Нортвуд, Большой Лондон) — английский актёр.

## Биографическая справка
Дэвид Уорнер родился 29 июля 1941 года в Манчестере. Его рост 188 см.
Его отец Герберт Саймон Уорнер, еврей, имеющий русское происхождение, часто менял место работы и переезжал из города в город. Таким образом, Дэвиду пришлось сменить восемь школ. Его родители разошлись, когда он был подростком, и он воспитывался в новой семье отца, а в следующий раз увидел свою мать только семь лет спустя, когда она уже была смертельно больна. Его родители жили в незарегистрированном браке, поэтому часто прятали сына друг от друга.
Дэвид обычно описывает собственное детство как «очень бурное». Говорит только, что много времени проводил в кинотеатрах, и поначалу не из-за фильмов, а чтобы спрятаться от домашних проблем на пару часов.
Когда Дэвиду было пятнадцать, учитель литературы школы, в которой он на тот момент учился, решил усилиями старшеклассников поставить спектакль. Первой ролью Дэвида Уорнера стала роль в постановке шекспировского «Макбета».
Мать предложила ему пойти в Королевскую академию драматического искусства. На вопрос, почему именно туда, она ответила: «Академия королевская, стало быть лучше неё ничего нет».
В семнадцать лет Дэвид поступил в Академию (одним из его соучеников был Джон Хёрт).
Академия выпустила его с медалью с отличием.
Он играл характерные роли, но считал, что пройдёт тысяча лет, а роли Гамлета ему не предложат. Он ошибался. В 1964-м году режиссёр Королевского Шекспировского театра предложил ему двухгодичный контракт именно на эту роль.
Когда его спросили, что он будет делать, когда кончится контракт, он ответил: «Не знаю. Я просто хочу, чтобы люди пришли посмотреть на меня. Я знаю, что это претенциозно. Но если им захочется меня увидеть, они придут».
Дэвид Уорнер страдает настоящими головокружениями. В картине «Путешественники во времени» (1981) его дублировали в высотных сценах. Хромота актёра в картине «Соломенные псы» (1971) настоящая, так как он упал незадолго до начала съёмок в Риме, выпрыгнув из окна, и сильно повредил пятки. Врачи говорили, что он никогда больше не сможет нормально ходить, но ему повезло. Дэвид попросил, чтобы его имя убрали из титров, так как не хотел, чтобы люди знали о его проблемах с ногами.
Уорнер снялся в трёх фильмах про «Титаник». Он играл представителей трёх разных рас в картинах «Звёздный путь 5: Последний рубеж» (1989), «Звёздный путь 6: Неоткрытая страна» (1991) и эпизоде телесериала «Звёздный путь. Следующее поколение» (1987).

### Смерть
Актёр скончался от рака 24 июля 2022 года в Нортвуде (Большой Лондон), не дожив 5 дней до 81-летия. Последние дни Дэвид провёл в доме престарелых для профессиональных актеров и театральных профессий в Денвилл-Холле.

### Семья
Дэвид Уорнер был дважды женат. С 1969 по 1972 гг. его супругой была Хариет Линдгрен, затем в 1981-2002 гг. он был женат на Шейле Кент. От первого брака детей не было, а во втором браке родились дочь Мелисса и сын Люк.

## Премии и награды
Академия фантастических фильмов, фэнтези и фильмов ужасов США номинировала Уорнера на премию «Сатурн» как лучшего актёра второго плана в картине «Путешествие в машине времени» (1979). Дэвид Уорнер номинировался на премия BAFTA как лучший британский актёр за роль в картине «Морган: Подходящий случай для терапии» (1966). Он получил премию «Эмми» как лучший актёр второго плана за телесериал «Masada» (1981) и семь раз номинировался на неё.

## Фильмография
(Неполная фильмография)

### 1960-е
- 1962 — We Joined the Navy — Sailor painting ship (в титрах не указан)
- 1963 — Автомобили Z (сериал) / Z Cars — Джи
- 1963 — Том Джонс / Tom Jones — мистер Блифил
- 1965 — Война Роз (мини-сериал) / War of the Roses — король Генрих VI
- 1966 — Морган: Подходящий случай для терапии / Morgan: A Suitable Case for Treatment — Морган Делт
- 1966 — Пушка Бофора / The Bofors Gun — Тэри Эванс
- 1966 — Дело самоубийцы /The Deadly Affair — Эдуард II
- 1968 — Посредник / The Fixer — граф Одоевский
- 1968 — Сон в летнюю ночь / A Midsummer Night’s Dream — Лисандр
- 1968 — Чайка / The Sea Gull — Константин Треплев
- 1969 — Михаэль Кольхаас — бунтарь / Michael Kohlhaas — Der Rebell — Михаэль Кольхаас

### 1970-е
| - 1970 — Баллада о Кэйбле Хоге / The Ballad of Cable Hogue — Джошуа - 1971 — Соломенные псы / Straw Dogs — Генри Найлз (в титрах не указан) - 1973 — Из могилы / From Beyond the Grave — Эдвард Чарльтон - 1973 — Кукольный дом / A Doll’s House — Торвальд Хельмер - 1975 — The Old Curiosity Shop — Sampson Brass - 1976 — Омен / The Omen — Кит Дженнингс - 1977 — Железный крест / Steiner — Das Eiserne Kreuz — капитан Кизель - 1977 — Исчезновение / The Disappearance — Бербанк - 1977 — Провидение / Providence — Кевин Вудфорд | - 1977 — Эпоха невинности / The Age of Innocence — Генри Бьюкенен - 1978 — 39 ступеней / The Thirty-Nine Steps — Сэр Эдмунд Эпплтон - 1978 — Серебряные медведи / Silver Bears — Ага Фердоуси - 1978 — Холокост (мини-сериал) / Holocaust — Рейнхард Гейдрих - 1979 — Аэропорт-79: «Конкорд» / The Concorde: Airport '79 — Питер О’Нил - 1979 — Ночное крыло / Nightwing — Филлип Пэйн - 1979 — Путешествие в машине времени / Time After Time — Джек-Потрошитель (Джон Лесли Стивенсон) - 1979 — Спасите «Титаник» / S.O.S. Titanic — Лоуренс Бизли |

### 1980-е
| - 1980 — Остров / The Island — Джон Дэвид Нау - 1981 — Бандиты времени / Time Bandits — Злой гений - 1981 — Женщина французского лейтенанта / The French Lieutenant’s Woman — Мёрфи - 1981 — Масада (мини-сериал) / Masada — сенатор Помпоний Фалькон - 1982 — Марко Поло (мини-сериал) / Marco Polo — Антонио «Рустикелло» Рустико - 1982 — Трон / Tron — Эд Диллинджер, Сарк, ПМК (голос) - 1983 — Мозги набекрень / The Man with Two Brains — доктор Альфред Несесситер - 1984 — В компании волков / The Company of Wolves — отец - 1984 — Рождественская история (телефильм) / A Christmas Carol — Боб Крэчит - 1984 — Франкенштейн (телефильм) / Frankenstein — монстр | - 1985 — Бесплодные усилия любви (телефильм) / Love’s Labour’s Lost — Дон Армадо - 1985 — СС Гитлера: Портрет зла (телефильм) / Hitler’s S.S.: Portrait in Evil — Рейнхард Гейдрих - 1987 — Мой лучший друг — вампир / My Best Friend Is a Vampire — профессор Леопольд МакКарти - 1987 — Гензель и Гретель / Hansel and Gretel — Стефан, отец Гензеля и Гретель - 1988 — Война Ханны / Hanna’s War — капитан Джулиан Саймон - 1988 — Ключи к свободе / Keys to Freedom — Nigel Heath - 1988 — Мистер Норт / Mr. North — доктор Макферсон - 1988 — Музей восковых фигур / Waxwork — Дэвид Линкольн, хозяин музея - 1989 — Звёздный путь V: Последний рубеж / Star Trek V: The Final Frontier — посол Джон Талбот - 1989 — Магдалина / Magdalene — барон фон Зайдль - 1989 — Секреты склепа / Grave Secrets — доктор Карл Фарнсуорт |

### 1990-е
| - 1990 — Западня / Tripwire — Йозеф Сабо - 1990 — Шпион. Тайная жизнь Яна Флеминга (телефильм) / The Secret Life of Ian Fleming — Adm. Godfrey - 1991 — Дядя Ваня (телефильм) / Uncle Vanya — Ваня - 1991 — Звёздный путь VI: Неоткрытая страна / Star Trek VI: The Undiscovered Country — канцлер Горкан - 1991 — Твин Пикс (сериал) / Twin Peaks — Томас Экхарт - 1991 — Цена заклятья смерти (телефильм) / Cast a Deadly Spell — Амос Хакшоу - 1991 — Черепашки-ниндзя II: Секрет канистры / Teenage Mutant Ninja Turtles II: The Secret of the Ooze — профессор Джордан Перри - 1992 — Байки из склепа (сериал) / Tales from the Crypt — доктор Алан Герц - 1992 — Возвращение в затерянный мир / Return to the Lost World — профессор Саммерли - 1992 — Затерянный мир / The Lost World — профессор Саммерли - 1992 — Звёздный путь: Следующее поколение (сериал) / Star Trek: The Next Generation — Gul Madred - 1993 — Дикие пальмы (мини-сериал) / Wild Palms — Эли Левитт - 1993 — Книга мёртвых / Necronomicon — доктор Мэдден - 1993 — Мешки для трупов (телефильм) / Body Bags — доктор Локт - 1993 — Невыразимый ужас 2: Показания Рэндольфа Картера / The Unnamable II: The Statement of Randolph Carter — канцлер Тайер - 1993 — Обет рыцарей Дельты / Quest of the Delta Knights — Вультар - 1994 — Клубок / Tryst — Джейсон - 1994 — Лоис и Кларк: Новые приключения Супермена (сериал) / Lois & Clark: The New Adventures of Superman — Jor-El | - 1994 — Улика / Felony — Купер - 1992—1995 — Бэтмен (анимационный сериал) / Batman: The Animated Series — Ра'с аль Гул - 1995 — В пасти безумия / In the Mouth of Madness — доктор Ренн - 1995 — Регенератор / Final Equinox — Шилоу - 1996 — Обнажённые души / Naked Souls — Эверетт Лонгстрит - 1996 — Повелитель зверей 3: Глаз Браксуса (телефильм) / Beastmaster: The Eye of Braxus — лорд Агон - 1996 — Распутин (телефильм) / Rasputin — доктор Боткин - 1995—1997 — Фриказоид! (анимационный сериал) / Freakazoid! — Лоб - 1995—1997 — Человек-паук (анимационный сериал) / Spider-Man — Красный Череп, доктор Герберт Лэндон - 1997 — Великое путешествие Пуха: В поисках Кристофера Робина / Pooh’s Grand Adventure: The Search for Christopher Robin — рассказчик - 1997 — Деньги решают всё / Money Talks — Баркли - 1997 — Крик 2 / Scream 2 — учитель Гус Голд - 1997 — Титаник / Titanic — Спайсер Лавджой - 1998 — Гудини (телефильм) / Houdini — сэр Артур Конан Дойль - 1998 — Последний Леприкон / The Last Leprechaun — Симпсон - 1999 — Винни Пух: Валентинка для тебя / Winnie the Pooh: A Valentine for You — рассказчик - 1999 — Командир эскадрильи / Wing Commander — адмирал Джеффри Толвин - 1995—1999 — За гранью возможного (сериал) / The Outer Limits — Билл Трентон, инспектор Гарольд Лэнгфорд |

### 2000-е
| - 2000 — Золушка (телефильм) / Cinderella — Мартин - 2001 — Возвращение в таинственный сад / Back to the Secret Garden — доктор Снодграсс - 2001 — Планета обезьян / Planet of the Apes — Сандер - 2001 — Секретный код / The Code Conspiracy — профессор - 2001 — Суеверие / Superstition — судья Падовани - 2001 — Хорнблауэр: Возмездие (телефильм) / Hornblower: Retribution — капитан Джеймс Сойер - 2001 — Лейтенант Хорнблауэр: Бунт (телефильм) / Hornblower: The Mutiny — капитан Джеймс Сойер - 2002 — Доктор Джекилл и Мистер Хайд (телефильм) / Dr. Jekyll and Mr. Hyde — Данверс Карью - 2003 — Поцелуй жизни / Kiss of Life — Пап - 2004 — Кибервойны / Avatar — Джозеф Лау - 2004 — Дамы в лиловом / Ladies in Lavender — доктор Фрэнсис Мид | - 2004 — Прямо в темноту / Straight Into Darkness — дьякон - 2005 — Лига джентльменов апокалипсиса / The League of Gentlemen’s Apocalypse — Dr. Erasmus Pea - 2006 — Древний Рим: Расцвет и падение империи (сериал) / Ancient Rome: The Rise and Fall of an Empire — Pulcher (Эпизод: «Revolution») - 2006 — Коротенький отпуск мистера Лавдэя (телефильм) / Mr. Loveday’s Little Outing — Lord Moping - 2006 — Суини Тодд (телефильм) / Sweeney Todd — Fielding - 2006 — Санта-Хрякус (телефильм) / Hogfather — Лорд Дауни - 2007 — Дикие сердцем (сериал) / Wild at Heart — Джеральд - 2009 — Доктор Кто: Страна грёз (анимационный сериал) / Doctor Who: Dreamland — Лорд Азлок (голос) |

### 2010-е
- 2010 — Чёрная смерть / Black Death — аббат
- 2011 — Убийства в Мидсомере / Midsomer Murders — Питер Фоссетт. Сезон 14-й. Эпизод 1. «Смерть в крайней полосе» / «Death in the Slow Lane»
- 2011 — Тысяча поцелуев / A Thousand Kisses Deep — Макс
- 2012 — Бешеные псы / Mad Dogs — Маккензи, сезон 2, эпизоды 2, 3, 4
- 2012 — Тайна Крикли-Холла / The Secret of Crickley Hall — Перси Джадд, мини-сериал
- 2013 — Доктор Кто / Doctor Who — профессор Грищенко, сезон 7, эпизод 9 «Холодная война» / «Cold war»
- 2013 — Перед сном / Before I Sleep — Юджин Девлин
- 2014 — Бульварные ужасы / Penny Dreadful — профессор Абрахам Ван Хельсинг, сезон 1, эпизод 4 «Полусвет» / «Demimonde», эпизод 6 «Что объединяет смерть» / «What Death Can Join Together»
- 2015 — Дом № 9 / Inside No.9 — сэр Эндрю Пайк, сезон 2, эпизод «The Trial of Elizabeth Gadge»
- 2018 — Мэри Поппинс возвращается / Mary Poppins Returns — Адмирал Бум